# Guanacaste naturvårdsområde
Guanacaste naturvårdsområde (på spanska: Area de Conservación Guanacaste (ACG)) är ett administrativt område som sköts av SINAC för naturvården i nordvästra delen av Costa Rica. Området har tre nationalparker och ligger i provinserna Guanacaste och Alajuela i Costa Rica. Området består tre nationalparker, men också flera viltreservat och naturreservat:
- Volcán Rincón de la Vieja nationalpark
- Santa Rosa nationalpark
- Guanacaste nationalpark
- Bahia Junquillal viltreservat
- Horizontes Forestry Experiment Station
- Corredor Fronterizo viltreservat
- Iguanita viltreservat
- Riberino Zapandis våtmarker

1999 blev de tre nationalparkerna samt Bahia Junquillal nationella viltreservat ett världsarv med samma namn som naturvårdsområdet. Då uppgick naturvårdsområdets skyddade områden till 88 000 ha landmark och 43 000 ha marint habitat.
Ett privatägt område, södra delen av halvön Santa Elena, undantogs i väntan på att statens skulle förvärva området och inkludera det i Guanacaste nationalpark. Efter att detta genomförts beslutade världsarvskommittén 2004 en utvidgning av världsarvet till att omfatta hela naturvårdsområdet.
Totalt bestod världsarvet efter utvidgningen av omkring 104 000 ha landmark och 43 000 ha marint habitat.